# L'Oiseau bleu (Mami Kawada)
L'Oiseau bleu è un maxi singolo pubblicato dalla cantante J-pop Mami Kawada.

## Distribuzione
Pubblicato da Geneon il 24 giugno 2009, questo è il primo singolo di Kawada che non contiene brani utilizzati per serie anime e brani prodotti da I've Sound, ma di C.G mix. Questo singolo contiene, oltre al brano che gli conferisce il nome, il I've Sound 10th Anniversary 「Departed to the future」 Special CD BOX, che è stato pubblicato il 25 marzo 2009.
Il secondo brano contenuto nel singolo Kaze to Kimi wo Daite -I'VE in BUDOKAN 2009 Live ver.- (風と君を抱いて?) è la versione live della prima sigla da lei eseguita per una visual novel con I've Sound che lei ha eseguito nel loro concerto al Budokan il 2 gennaio 2009.
Il singolo è stato distribuito in edizione limitata con CD e DVD (GNCV-0017). Il DVD contiene il video musicale del brano L'Oiseau bleu.

## Tracce
1. L'Oiseau bleu—5:38
Testi: Mami Kawada
Composizione e arrangiamento: C.G mix
2. Kaze to Kimi wo Daite -I'VE in BUDOKAN 2009 Live ver.- (風と君を抱いて?)—4:26
Testi: KOTOKO
Composizione e arrangiamento: Kazuya Takase
3. L'Oiseau bleu (instrumental) -- 5:35

## Vendite
Andamento vendite I've Sound 10th Anniversary 「Departed to the future」 Special CD BOX
| Lun | Mar | Mer | Gio | Ven | Sab | Dom | Posizione sett. | Vendite | Vendite totali |
| --- | --- | --- | --- | --- | --- | --- | --------------- | ------- | -------------- |
| --  | 21  | --  | --  | --  | --  | --  | 43              | 3,838   | 3,838          |
| --  | --  | --  | --  | --  | --  | --  | 290             | 501     | 4,339          |

Andamento vendite generale
| Lun | Mar | Mer | Gio | Ven | Sab | Dom | Posizione sett. | Vendite | Vendite totali |
| --- | --- | --- | --- | --- | --- | --- | --------------- | ------- | -------------- |
| --  | --  | --  | --  | --  | --  | --  | 113             | 706     | 706            |